# Skytten (film fra 1977)
 For alternative betydninger, se Skytten. (Se også artikler, som begynder med Skytten)
Skytten er en dansk politisk thriller fra 1977 instrueret af Tom Hedegaard og Franz Ernst med manuskript af Anders Bodelsen og Franz Ernst. I hovedrollerne ses Jens Okking, Peter Steen og Pia Maria Wohlert. Filmen handler om en tidligere professionel skytte, der begynder at nedskyde forskellige nøje udvalgte mennesker som reaktion på, at det ved en folkeafstemning er besluttet at opføre et atomkraftværk. Filmen er genindspillet i 2013 med Kim Bodnia i hovedrollen som skytten.

## Medvirkende
- Jens Okking — skytten
- Peter Steen — Niels Winther
- Pia Maria Wohlert — Monica Winther
- Ebbe Langberg — politidirektør
- Per Pallesen — kriminalbetjent
- Pouel Kern
- Jørgen Weel
- Dick Kaysø
- Ilse Rande
- Solveig Sundborg
- Karen-Lise Mynster
- Jørgen Beck
- Holger Perfort
- Bjørn Puggaard-Müller — journalist
- Lane Lind
- Henning Palner
- Jørn Faurschou
- Bertel Lauring
- Gyda Hansen
- Poul Glargaard
- Peter Ronild
- William Rosenberg
- Bent Warburg
- Flemming Dyjak
- Allan Simonsen — sig selv
- Claus Bering — kirkeklokkeekspert
- Arne Lassen Sørensen — politimand
- Svend Gehrs — sportsreporter